# Hachisuka Narimasa
Hachisuka Narimasa (蜂須賀 斉昌, né le 24 août 1795, mort le 8 octobre 1859) est un daimyo de l'époque d'Edo qui gouverne le domaine de Tokushima. Son titre de cour est Awa no kami.